# Арчер, Джеффри
Дже́ффри А́рчер, барон Арчер из Уэстон-супер-Мара (англ. Jeffrey Howard Archer, Baron Archer of Weston-super-Mare; род. 15 апреля 1940[…], Холлоуэй, Большой Лондон) — английский писатель и политик.

## Биография
Учился в школе Уэллингтон в Соммерсете. Продолжил своё образование в оксфордском колледже Брейсноуз, делал успехи в спорте, затем получил диплом спортивного тренера.
В июле 1966 г. Арчер женился на своей университетской подруге Мэри, а в 1967 г. начал политическую карьеру — стал членом Лондонского городского совета. Далее, в 1969 г., он стал одним из самых молодых членов английского парламента. В 1974 г. вынужден покинуть парламент из-за банкротства канадской компании «Аквабласт», в акции которой Арчер вложил все свои сбережения.
Для поправки финансового положения Арчер решает заняться сочинительством. Его первый роман «Ни пенсом больше, ни пенсом меньше» отчасти автобиографичен. Он не очень понравился критикам, но оказался бестселлером в США. Следующая книга позволила Арчеру рассчитаться со всеми долгами. Роман «Говорить ли президенту?» вызвал скандал в США и Великобритании, но одновременно сделал Арчера одним из самых популярных писателей, пишущих о политике. В этом романе президентом США в 1980 году становится младший брат ранее убитых политиков Джона и Роберта Кеннеди — Эдвард М. Кеннеди, а в 1983 году организуется заговор с целью его убийства, чтобы предотвратить принятие закона о контроле над личным оружием. К 1982 г. этот роман выдержал 14 изданий в одной только Великобритании. К тому времени Арчер настолько увлекся писательством, что остановиться был уже не в силах: из-под его пера вышло уже более 20 романов. На русском языке были опубликованы его романы «Говорить ли президенту?» (в 1986 году роман был слегка переписан и президентом США и объектом покушения в нём становится первая женщина-президент Флорентина Кейн; переделки были сделаны для того, чтобы роман можно было включить в цикл «Каин и Авель»), «Воровская честь», «Дело чести» и др., а также некоторые рассказы.
Тем не менее занятия политикой Арчер не бросает. В 1985 г. Джеффри Арчера выбирают заместителем председателя партии консерваторов, возглавляемой Маргарет Тэтчер. Но уже в следующем году писатель попадает в скандальную историю, в результате чего вынужден уйти из политики во второй раз.
Далее Арчер занялся благотворительностью, в 1992 году, при Джоне Мейджоре, его наградили титулом лорда.
В 1997 г. лорд Арчер принимает участие в избирательной кампании на должность лондонского мэра. И снова в прессе всплывают порочащие его факты, что привело к судебному разбирательству и исключению Арчера из партии.
В это время Арчер поставил пьесу «Обвиняемый» и исполнял там главную роль.
В 2001 г. Арчера всё-таки признали виновным в том, что он лжесвидетельствовал в суде и препятствовал отправлению правосудия, и осудили на 4 года.
В тюрьме Арчер написал и начал публиковать многотомный «Дневник заключенного», а также и другие произведения.
Освободили Джеффри Арчера в начале 2003 г. условно-досрочно. Он по-прежнему лорд и отставной парламентарий, активно занимается благотворительностью и продолжает свою литературную деятельность.
В канун 2007 года вышел его роман «Евангелие от Иуды», написанный в соавторстве с австралийским библеистом Френсисом Молони.

### Серия Каин и Авель (англ.Kane and Abel series)
- «Каин и Авель» (англ. Kane and Abel) (1980)
- «Блудная дочь» (англ. The Prodigal Daughter) (1982)
- «Говорить ли президенту» (англ. Shall We Tell the President?) (1977)

### Серия Хроники Клифтона (англ.Clifton Chronicles)
- Лишь время покажет (англ. Only Time Will Tell) (2011)
- Грехи отцов (англ. The Sins of the Father) (2012)
- Тайна за семью печатями (англ. Best Kept Secret) (2013)
- Бойтесь желаний своих (англ. Be Careful What You Wish For) (2014)
- Mightier Than the Sword (2015)
- Cometh The Hour (2016)
- This Was a Man (2016)

### Тюремные дневники (англ.Prison diaries)
- Том I. Hell — Belmarsh (2002)
- Том II. Purgatory — Wayland (2003)
- Том III. Heaven — North Sea Camp (2004)

### Уильям Уорик  (англ.William Warwick series)
- Nothing Ventured (2019)
- Hidden in Plain Sight (2020)
- Turn a Blind Eye (2021)
- Over My Dead Body (2021)
- Next in Line (2022)
- Traitor's Gate (2023)
- An Eye for an Eye (2024)

### Романы вне серий
- «Ни пенсом больше, ни пенсом меньше» (англ. Not A Penny More, Not A Penny Less) (1976)
- «Первый среди равных» (англ. First Among Equals) (1984)
- «Дело чести» (англ. A Matter of Honour) (1986)
- «Всего пару миль по прямой» (англ. As the Crow Flies) (1991)
- «Воровская честь» (англ. Honour Among Thieves) (1993)
- «Четвертая власть» (англ. The Fourth Estate) (1996)
- «Одиннадцатая заповедь» (англ. The Eleventh Commandment) (1998)
- «Дети судьбы» (англ. Sons of Fortune) (2003)
- «Ошибочное впечатление» (False Impression) (2006)
- «Евангелие от Иуды» (англ. The Gospel According to Judas by Benjamin Iscariot) в соавторстве Френсисом Молони (англ. Francis J. Moloney) (2007)
- «Узник родства» (A Prisoner of Birth) (2008)
- «Дорогами славы» (Paths of Glory) (2009)

### Пьесы
- «За пределами разумного сомнения» (англ. Beyond Reasonable Doubt) (1987)
- Exclusive (1989)
- «Обвиняемый» (англ. The Accused) (2000)

### Рассказы и сборники рассказов
- «Колчан, полный стрел» A Quiver Full of Arrows (1980)
- A Twist in the Tale (1989)
- Twelve Red Herrings (1994)
- «36 рассказов» (англ. The Collected Short Stories) (1997)
- «Короче говоря» (англ. To Cut a Long Story Short) (2000)
- Cat O’Nine Tales (2006)
- And Thereby Hangs a Tale (2010)
- The New Collected Short Stories (2011) Collects To Cut a Long Story Short, Cat O’Nine Tales, and And Thereby Hangs a Tale
- The Jeffrey Archer Short Story Challenge Collection Editor, Contributor (Unique) (2013)
- Four Warned (Quick Reads, 2014) Four shorts stories, all previously published (in Twelve Red Herrings, Cat O’Nine Tales and And Thereby Hangs a Tale)
- It Can’t Be October Already (2017) Single short story (included in Cat O’Nine Tales)
- Tell Tale (2017)
- The Short, the Long and the Tall (2020)

### Детская литература
- By Royal Appointment (1980)
- Willy Visits the Square World (1980)
- Willy and the Killer Kipper (1981)
- The First Miracle (1994)